# الثورة السيلورية الديفونية الأرضية

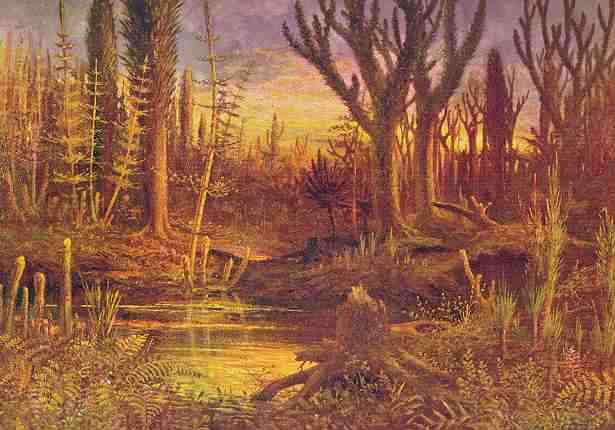
تفسير فني لمشهد غابة المستنقعات الديفونية. عمل فني لإدوارد ريو من العالم قبل الطوفان 1872

كانت الثورة السيلورية الديفونية الأرضية، والمعروفة أيضًا باسم انفجار النباتات الديفونية  والانفجار الديفوني ، فترة تنوع سريع للنباتات والفطريات حدثت منذ 428 إلى 359 مليون سنة خلال العصر السيلوري والديفوني ،  مع حدوث المرحلة الأكثر أهمية خلال العصر السيلوري المتأخر والعصر الديفوني المبكر. كان لهذا التنوع المفاجيء في الحياة النباتية الأرضية تأثيرات كبيرة على التكوين الحيوي لتربة الأرض ، وغلافها الجوي ، وعلى محيطاتها ، وعلى جميع أنواع الحياة النباتية والحيوانية التي ستتبعها. من خلال المنافسة الشرسة على الضوء والمساحة المتاحة على الأرض ، زاد التنوع المظهري للنباتات بشكل كبير ، وهو ما يمكن مقارنته من حيث الحجم والأثر بحدوث''' انفجار في تنوع الحياة الحيوانية ''' أثناء الانفجار الكمبري ،  وبصفة خاصة في النمو الرأسي للنباتات ، والذي سمح بوجود مظلات ضوئية أسفل منها التي سمحت بتطوير النباتات التطورية التي تلت بعد ذلك وتغييرها . مع تطور النباتات وإنتشرت ، وكذلك نشأت المفصليات وانتشرت ، وهذا شكل علاقات تكافلية بينهما. كانت هذه النباتات السيلورية والديفونية مختلفة بشكل كبير في المظهر والتكاثر والتشريح عن معظم النباتات الحديثة. لقد انقرض الكثير من هذه النباتات في أحداث الانقراض بما في ذلك حدث كيلواسر Kellwasser وحدث Hangenberg وانهيار الغابات الممطرة الكربونية وانقراض نهاية العصر البرمي .

## الحياة السيلورية والديفونية
بدلاً من النباتات كانت الفطريات ، ولا سيما النيماتوفايت مثل Prototaxites ، هي التي سيطرت على المراحل المبكرة من حدث التنويع البيولوجي الأرضي هذا. نمت الـ Nematophytes إلى أعلى فوق أكبر النباتات البرية خلال العصر السيلوري والديفوني المبكر ، حيث تجاوزتها حقًا في الحجم في العصر الكربوني المبكر. ومن المحتمل جدًا أن تكون شبكات الفطريات وانتشار الشبكات الفطرية الكبيبية التي توزع المغذيات للنباتات الخيطية قد عملت كميسرات لتوسع النباتات في البيئات الأرضية ، والتي أعقبت الفطريات المستعمرة. تُعرف الحفريات الأولى للميكورايزا الشجرية ، وهي تظهر نوعا من التعايش بين الفطريات والنباتات الوعائية ، منذ العصر الديفوني المبكر.
ربما تطورت نباتات الأرض في العصر الأوردوفيشي . كانت أقدم الإنتشارات للنباتات البرية الأولى ، والمعروفة أيضًا باسم الخلايا الجنينية ، هي نباتات الطحالب ، والتي بدأت في تغيير البيئات الأرضية والمناخ العالمي في العصر الأوردوفيشي . كانت نهاية عصر الجليد الهومري ، وهي مرحلة جليدية تنتمي إلى العصر الجليدي القديم ، وفترة الاحترار العالمي المقابلة لها أول تنويع كبير للنباتات التي أنتجت أبواغ ثلاثية. أدى الجليد اللاحق خلال زمن لودفورديان الوسطى ، المقابلة لحدث لاو ، إلى تراجع بحري كبير ، مما أدى إلى إنشاء مناطق مهمة من الحيوانات الأرضية في المساحات الجافة الجديدة التي استعمرتها النباتات ، جنبًا إلى جنب مع حصائر البكتيريا الزرقاء. ساعدت هذه الموائل الأرضية التي تشكلت حديثًا في تسهيل التوسع العالمي والنتشار التطوري للنباتات المتعددة . أدى المناخ الدافئ خلال حقبة بريدولي اللاحقة إلى زيادة تنوع الأزهار. خلال حقبة وينلوك من العصر السيلوري ، ظهرت الحفريات الأولى للنباتات الوعائية في السجل الأحفوري في شكل sporophytes of polysporangiophytes . ظهر Clubmosses لأول مرة خلال "حقبة لودلوف " اللاحقة. تشير الأدلة القديمة إلى أن الأزهار السيلورية الأرضية تظهر القليل من الإقليمية (قليلة الإنتشار) بالنسبة لنباتات اليوم الحالية التي تختلف اختلافًا كبيرًا حسب المنطقة ، وبدلاً من ذلك تكون متشابهة على نطاق واسع في جميع أنحاء العالم. كان تنوع النباتات في العصر السيلوري مدعومًا بوجود العديد من الجزر البركانية الصغيرة المتغيرة بسرعة في محيط رهليك Rheic والتي عملت كمختبرات طبيعية في تسريع التغيرات التطورية وتمكين ظهور سلالات الأزهار المتوطنة المتميزة. نادرًا ما تصل نباتات السيلوري إلى أحجام كبيرة ، بارتفاع 13 سم ، حققتها النوع Tichavekia grandis ، حيث كانت كبيرة بشكل استثنائي في ذلك الوقت.
شهد العصر الديفوني عملية "تخضير" واسعة النطاق لسطح الأرض ،  مع تولد العديد من النباتات الوعائية الحديثة التي نشأت خلال هذه الفترة. تُعرف الأعضاء القاعدية من Euphyllophytina ، وهي الكليد الذي يتضمن نباتات ثلاثية ، وسراخس ، و progymnosperms ، ونباتات البذور ، من الحفريات الديفونية المبكرة . كما الليكوبسيدات Lycopsids أول إنتشار تطوري لها خلال العصر الديفوني.
في العصر الديفوني الأوسط ، استمرت النباتات الحمضية في الزيادة في التنوع. ظهرت أولى بيئات الغابات الحقيقية التي تتميز بأشجار يزيد ارتفاعها عن ثمانية أمتار في العصر الديفوني الأوسط. كانت أقدم الأشجار المعروفة أعضاء من فصيلة cladoxylopsida clade. سيطرت على غابات المستنقعات الديفونية ذيل الحصان العملاق ( Equisetales ) ، والطحالب ، وسراخس الأجداد ( pteridophytes ) ، والنباتات الوعائية الكبيرة اللايكوفيتية مثل Lepidodendrales ، والتي يشار إليها باسم أشجار الترسبات لظهور الترسبات على جذوعها الضوئية . وقد نمت هذه الفطريات اللايكوفيتية ، التي يمكن أن يصل ارتفاعها إلى 40 مترًا ، بأعداد كبيرة حول المستنقعات جنبًا إلى جنب مع القصبات الهوائية. وظهرت سرخس البذور والنباتات الحاملة للأوراق الحقيقية مثل progymnosperms أيضًا في هذا الوقت وأصبحت سائدة في العديد من الموائل ، وخاصة الأركيوبتيديدال ، والتي من المحتمل أن تكون مرتبطة بالصنوبريات. وبالمثل ، شهد نوع Pseudosporochnaleans (المرتبط بأشجار النخيل وسراخس الأشجار) ارتفاعًا مشابهًا في الهيمنة. ومن المحتمل أن يكون الأركيوبتيديدان قد طوروا أنظمة جذرية واسعة النطاق مما يجعلها مقاومة للجفاف ، وهذا يعني أن تأثيرها على بيئات التربة في العصر الديفوني كان أكبر من تأثير الأنواع زائفة الجذور .
استمر Cladoxylopsids في السيطرة على النظم البيئية للغابات خلال أوائل العصر الديفوني المتأخر. خلال العصر الديفوني الأخير ، ظهرت أول نطفة حقيقية ، تطورت كمجموعة شقيقة إلى archaeopteridaleans أو إلى progymnosperms ككل.
كانت معظم النباتات في مستنقعات الفحم الديفونية تبدو غريبة في المظهر عند مقارنتها بالنباتات الحديثة ، مثل ذيل الحصان العملاق الذي يمكن أن يصل ارتفاعه إلى 30 مترًا. نباتات الأسلاف الديفونية للنباتات الحديثة التي قد تكون متشابهة جدًا في المظهر هي السرخس ( Polypodiopsida ) ، على الرغم من أن العديد منها يعتقد أنها نباتات مشاة وليست نباتات مستقرة في الأرض . وسوف تظهر بعد ذلك نباتات عاريات البذور الحقيقية مثل الجنكة ( Ginkgophyta ) ومثل السيكاسيات ( Cycadophyta ) بوقت قصير بعد العصر الديفوني في العصر الكربونيفيروس .
طورت سلالات النباتات الوعائية من الشحوم ، والسرخس ، وبروغيمنوسبيرم ، ونباتات البذور أوراقًا مغلفة خلال العصر الديفوني. ظهرت النباتات التي تمتلك أوراقًا حقيقية خلال العصر الديفوني على الرغم من أنه قد يكون لها العديد من الأصول المستقلة ذات المسارات المتوازية لأشكال الأوراق. تظهر الأدلة المورفولوجية لدعم نظرية التنوع هذه في العصر الديفوني المتأخر أو الكربوني المبكر عند مقارنتها بتشكيلات الأوراق الحديثة. تطور النسيج الإنشائي الهامشي أيضًا بطريقة موازية من خلال عملية مماثلة من الهياكل المعدلة في هذه الفترة الزمنية .
في دراسة أجريت عام 1994 من قبل ريتشارد إم باتمان وويليام أ.ديميشيل عن التاريخ التطوري للتاريخ غير المتجانس في المملكة النباتية وجد الباحثون دليلاً على 11 أصلًا من الأحداث غير المتجانسة التي حدثت بشكل مستقل في العصر الديفوني خلال Zosterophyllopsida وSphenopsida وProgymnospermopsida . كان تأثير هذا التباين في أنه قدم ميزة تطورية أولية لهذه النباتات في استعمار الأرض. ومن المحتمل أن يكون الاستعمار المتزامن للأراضي الجافة والزيادة في أحجام جسم النبات الذي تميزت به العديد من السلالات خلال هذا الوقت قد سهله تطور مواز آخر: استبدال الجزع الأسطواني المركزي للأجداد من نسيج الخشب بأشكال خيط نسيجية أكثر استطالة ومعقدة من شأنها أن تجعل النبات الجسم أكثر مقاومة لانتشار الانسداد الناجم عن الجفاف. تظهر القصبات الهوائية ، وهي خلايا مدببة تشكل النسيج الخشبي للنباتات الوعائية ، لأول مرة في سجل الحفريات خلال العصر الديفوني المبكر. تطورت السيقان الخشبية خلال العصر الديفوني أيضًا ، ويعود أول دليل عليها إلى العصر الديفوني المبكر. كما ظهرت أدلة على هياكل الجذر لأول مرة خلال العصر السيلوري المتأخر. وتم العثور على مزيد من اشكال الجذور في السجل الأحفوري في نباتات الليكوفيت الديفونية المبكرة ،  وقد اقترح أن كان تطور الجذور تكيفًا لزيادة اكتساب المياه استجابةً للزيادة في الجفاف على مدار السيلوري والديفوني . شهد الديفوني المبكر أيضًا ظهور شبكات جذمور معقدة تحت الأرض.

## التأثير على الغلاف الجوي والتربة والمناخ
كان للنباتات الوعائية عميقة الجذور تأثيرات شديدة على التربة والغلاف الجوي وتكوين الأكسجين في بيئتها. إن فرضية النبات الديفوني هي تفسير لهذه التأثيرات على النظم البيئية الحيوية للمناخ والبيئات البحرية. يمكن لنموذج المناخ / الكربون / والغطاء النباتي أن يفسر آثار انتشار النباتات خلال العصر الديفوني. أدى توسع نباتات الأرض في النباتات الديفونية إلى تعديل خصائص التربة ، وهناك دليل على أن مستويات ثاني أكسيد الكربون في الغلاف الجوي انخفضت من حوالي 6300 إلى 2100 جزء في المليون نتيجة لاكتساب الكربون بواسطة النباتات الأرضية ، في حين ارتفعت مستويات الأكسجين كنتيجة مباشرة لتوسع النبات وتزايد التمثيل الضوئي للنباتات. وبحلول أواخر فامينيان Famennian ، كانت مستويات الأكسجين مرتفعة بما يكفي لتمكين حرائق الغابات بشكل منتظم وعلى نطاقات كبيرة ،  وهو أمر لم يكن ممكنًا في السابق بسبب ندرة الأكسجين في الغلاف الجوي. نتج عن العزل البيولوجي لكثير من ثاني أكسيد الكربون الموجود في الجو بداية العصر الجليدي المتأخر من العصر الباليوزوي في نهاية العصر الديفوني.
تسبب ظهور الأشجار والغابات في الاحتفاظ بكميات أكبر من جزيئات الرواسب الدقيقة في السهول الغرينية ، مما يزيد من تعقيد أنظمة انسياب الأنهار فأصبحت الجداول والأنهار متعرجة و مضفرة أحيانا . وسهّل هذا التعقيد الكبير للموائل الأرضية (الحيوانات الأرضية) استعمار الأرض بواسطة المفصليات حيث زادت بشكل كبير . بالإضافة إلى ذلك ، أدت زيادة التجوية للفوسفات وكمية المادة النباتية في الأرض إلى زيادة المغذيات في بحيرات المياه العذبة . كان هذا مما سهل لفقاريات المياه العذبة استعمار الأراضي . من هذه البحيرات ، ستتبع الفقاريات لاحقًا المفصليات في غزوها للأرض.
كان للانفجار الديفوني عواقب في جميع انحاء العالم على محتوى المغذيات في المحيطات وفي دورة الترسيب ، مما أدى إلى الانقراض الجماعي الديفوني . كما أدى توسع انتشار الأشجار في العصر الديفوني المتأخر إلى زيادة معدلات التجوية البيولوجية بشكل كبير وما ترتب على ذلك من مزيادة وصول المغذيات من الأنهار وصبها في المحيطات . أدى تغيير تكوين التربة إلى ترسيب أقل للأكسجين (ترسيب الصخر الزيتي الأسود) ، وزيادة حمضية المحيطات ، وتغيرات المناخ العالمي. أدى ذلك إلى ظروف معيشية قاسية للحياة في المحيطات وعلى الأرض في البرية.
تفسر الزيادة في المواد النباتية الأرضية في المستنقعات حقيقة وجود رواسب الفحم و تمون النفط التي ستميز فيما بعد الكربونيفروس (العصر الكربوني) .